# Kim Hye-yoon
Kim Hye-yoon (* 10. November 1996 in Seongnam) ist eine südkoreanische Schauspielerin. Bekanntheit erlangte sie durch ihre Rollen in den K-Dramen Sky Castle und Extraordinary You.

## Leben
Kim Hye-yoon studierte nach ihrem Schulabschluss Film an der Konkuk University in Seoul, wo sie ihren Bachelor of Arts machte. Ihr Schauspieldebüt gab Kim Hye-yoon 2013 als Statistin im Thriller Hide and Seek – Kein Entkommen sowie in Fernsehserie wie I Can Hear Your Voice.
In den folgenden Jahren spielte sie vorwiegend nur Statisten- oder Kleinstrollen in Fernsehserien und Filmen, darunter in einzelnen Folgen von Legend of the Blue Sea und Goblin. Im selben Jahr erlangte Kim Hye-yoon größere Bekanntheit durch die Rolle der Kang Ye-seo in allen 20 Folgen der bis 2019 ausgestrahlten Serie Sky Castle, für die sie als beste neue Fernsehdarstellerin mit einem Baeksang Arts Award ausgezeichnet wurde. Ebenfalls 2019 spielte Kim Hye-yoon ihre erste Hauptrolle als Highschool-Schülerin Eun Dan-oh im K-Drama Extraordinary You, für die sie zwei MBC Drama Awards in den Kategorien Best New Actress und Actress in a Wednesday-Thursday Drama erhielt.
2021 war Kim Hye-yoon in einer größeren Rolle als Choi Seo-jung im Thriller Midnight zu sehen. Im selben Jahr wurde sie als Gye Bun-ok Teil der Hauptbesetzung in der Dramaserie Snowdrop, die bis 2022 lief. Ebenfalls 2022 wirkte Kim als Hauptdarstellerin in den Filmen The Girl on a Bulldozer und Ditto mit. Für ersteren erhielt sie mehrere Auszeichnungen, darunter einen Blue Dragon Award und den Daejong-Filmpreis in der Kategorie Best New Actress.

## Filmografie (Auswahl)
- 2013: Hide and Seek – Kein Entkommen (Sumbakkokjil)
- 2013: I Can Hear Your Voice (Neo-ui Moksori-ga Deullyeo; Fernsehserie, eine Folge)
- 2015: Helios
- 2015: The Return of Hwang Geum-bok (Dolaon Hwang Geum-bok; Fernsehserie, eine Folge)
- 2016: The Bacchus Lady
- 2016: Legend of the Blue Sea (Pureun Bada-ui Jeonseol; Fernsehserie, eine Folge)
- 2017: Memoir of a Murderer (Salinjaeui gieokbeob)
- 2017: Goblin (Dokkaebi; Fernsehserie, eine Folge)
- 2018: Oh, the Mysterious (Uimunui Ilseung; Fernsehserie, eine Folge)
- 2018–2019: Sky Castle (SKY Kaeseul; Fernsehserie, 20 Folgen)
- 2019: Another Child (Mi-seong-nyeon)
- 2019: The Bad Guys: Reign of Chaos (Na-ppeun Nyeo-seok-deul: Deo Mu-bi)
- 2019: Extraordinary You (Eojjeoda Balgyeonhan Haru; Fernsehserie, 32 Folgen)
- 2020: Record of Youth (Cheongchun-girok; Fernsehserie, eine Folge)
- 2020: True Beauty (Yeosin-gangnim; Fernsehserie, eine Folge)
- 2021: Midnight (Mideunaiteu)
- 2021: Secret Royal Inspector & Joy (Eosawa Joi; Fernsehserie, 16 Folgen)
- 2021–2022: Snowdrop (Seolganghwa; Fernsehserie, 16 Folgen)
- 2022: The Girl on a Bulldozer (Buldojeoe Tan Sonyeo)
- 2022: Ditto (Donggam)

## Auftritte in Fernsehshows (Auswahl)
- 2021: Hangout with Yoo (Nolmyeon Mwohani)
- 2021: Law of the Jungle – Spring Special in Jeju (Jeonggeul-eui Beopchik; drei Folgen)